# Espa Station
Espa Station (Espa stasjon) er en tidligere jernbanestation på Dovrebanen, der ligger ved landsbyen Espa i Stange kommune i Norge.
Stationen åbnede 8. november 1880, da banen mellem Eidsvoll og Hamar stod færdig. Oprindeligt hed den Espen, men navnet blev ændret til Espa 1. september 1922. Stationen blev fjernstyret 22. marts 1965 og gjort ubemandet 30. maj samme år. Betjeningen med persontog ophørte 1. juni 1980, men der var fortsat betjening med godstog indtil 30. maj 1983, hvor stationen blev reduceret til fjernstyret krydsningsspor.
Den første stationsbygning blev opført til åbningen i 1880 efter tegninger af Balthazar Lange. Den blev revet ned i 1966, efter at en pavillon var blevet opført i 1964 efter tegninger af Helge Seiersted ved NSB Arkitektkontor. Desuden er der en banevogterbolig af type Z tegnet af Peter Andreas Blix ved stationen.